# Thaumatomonadida
Thaumatomonadida es un orden de protistas del filo Cercozoa.
- Datos: Q2409274
- Especies: Thaumatomonadida